# BalaBit IT Security
A BalaBit egy 2000-ben alapított, IT-biztonsági rendszerek- és kapcsolódó szolgáltatások fejlesztésére
szakosodott szoftverfejlesztő cég.

## Története
A BalaBitet 6 magyar magánszemély alapította Györkő Zoltánnal (vezérigazgató) és Scheidler Balázzsal (fejlesztési igazgató) és a menedzsmentbe később becsatlakozó Wagner Endrével (services igazgató), hogy kifejlesszenek egy korszerű, alkalmazásrétegben működő tűzfalcsomagot, melyet Zorpnak neveztek el. Miután a Zorp az IDC felmérése szerint Magyarországon vezető tűzfalmegoldássá vált 2004-ben, a BalaBit elkezdett további termékeket fejleszteni (Shell Control Box és syslog-ng), és kiállítóként részt venni különböző nemzetközi kereskedelmi kiállításokon.
2015-ben a Balabit – központja Luxembourgban – európai IT-biztonsági innovátorrá vált, és a fejlett monitorozó technikákra specializálódott. Vannak értékesítési irodái Franciaországban, Németországban, Oroszországban, és az Egyesült Királyságban és további minimum 40 országban. A fő fejlesztő központok Magyarországon (Budapesten és Veszprémben) találhatók. A BalaBitnek világszerte vannak ügyfelei: a Fortune 100 cégből 23%. A cég széles körben ismert a syslog-ng-ről, és a nyílt forráskódú logmenedzselő megoldásáról, világszerte több mint egymillió cég használja.
2018-ban a One Identity felvásárolta a BalaBit Kft-t.
Balabit technológiai partnerséget tart fenn a legismertebb biztonságiszoftver-gyártókkal, főképpen a következőkkel: Citrix, Lieberman Software, RSA, Thycotic, VMware.

## Termékei

### Shell Control Box
Az Shell Control Box (SCB) egy adminisztrációsprotokoll-figyelő eszköz (berendezés), amely távoli rendszerelérés kontrollálására és auditálására használható. Képes rögzíteni és visszajátszani az adminisztrátorok tevékenységét, akik a szervereket menedzselik távolról a következő protokollokon keresztül: SSH, RDP, Telnet, ICA, VNC, HTTP és HTTPS protokoll.

### syslog-ng OSE/PE
A syslog-ng népszerű syslog szerver számos UNIX rendszerre. A syslog-ng több változatát biztosítja a BalaBit: a szabad OSE Editiont GPL licenc alatt, és kereskedelmi Premium Edition (PE) kereskedelmi licenccel. A kereskedelmi támogatás mind a két kiadáshoz elérhető.

### syslog-ng Store Box
A syslog-ng store box (SSB) egy logszerver készülék, amely a syslog-ng-n alapul a következő funkciókkal ellátva: log összegyűjtése, átfordítása, log routing, log címkézése, osztályozása és figyelmen kívül hagyása.

### Zorp GPL/Professional
A Zorp a hagyományos tűzfal-technológiával szemben teljes alkalmazásiréteg-szűrést, modularitást, rugalmasságot, megbízhatóságot és nagy teljesítményt tud nyújtani. A Zorp olyan problémákra ajánl megoldásokat a rendszergazdáknak, amelyekkel mindennap szembetalálkoznak, amikor teljes védelmet kell megvalósítaniuk. A Zorpnak van szabad verziója GPL alatt és kereskedelmi verziója is.

## Tanúsítványok
A BalaBit megkapta 2005-ben a DIN EN ISO 9001:2008 tanúsítványt.

## Díjak
2009-ben a BalaBit megkapta a Deloitte Fast 500 EMEA díjat és az 50 leggyorsabban növekvő közép-európai cég díját.